# Првенство Србије у рагбију 2012/13.
Првенство Србије у рагбију 2012/13. је било 7. издање првенства Србије у рагбију 15. 
Титулу је седми пут за редом освојио Победник.

## Учесници
|   | Тим                          | Тренер          | Капитен             |
| - | ---------------------------- | --------------- | ------------------- |
| 1 | Београдски рагби клуб        | Адмир Хаџић     | Александар Ђорђевић |
| 2 | Партизан                     | Недељко Савић   | Александар Крстић   |
| 3 | Победник                     | Марко Јовановић | Миладин Живанов     |
| 4 | Војводина                    |                 | Горан Поробић       |
| 5 | Крушевац                     |                 |                     |
| 6 | Резервни тим Рада            |                 |                     |
| 7 | Рагби клуб Балкански комарац |                 | Љубомир Буквић      |

| Шампион Србије у рагбију 2013. |
| ------------------------------ |
| Рагби клуб Победник 9. титула  |